# Рославці
Рославці — козацько-старшинський, згодом — дворянський рід, що походить від почепівського міщанина Івана Р. (1-ша пол. 17 ст.). Його син — Петро Іванович (Рославченко; р. н. невід. — п. після 1677), почепівський сотник (1653–57), наказний полковник стародубський (1659–63) та полковник стародубський (1663, 1668–72, 1673–76). Брав участь у повстанні Хмельницького 1648–58. Відзначався авантюристичним характером. Належав до кола козацької старшини, що підштовхувала гетьмана Д.Многогрішного до союзу з Московією, а коли це вдалося, очолювала заколот проти гетьмана (1672). Намагався відділити Стародубський полк від Гетьманщини і підпорядкувати його безпосередньо Москві. Інтригував проти гетьмана І.Самойловича. Але, не підтриманий полковою старшиною, сам став жертвою власної гри: позбавлений уряду, заарештований і засуджений до страти (1676), яка замінена висилкою до Сибіру, де й помер. Єдиний син Петра — Семен Петрович (р. н. невід. — п. до 1695) — чернець Самуїл, засновник Свято-Троїцького Костянського Почепівського монастиря та його перший ігумен (1678–91). На ньому старша гілка роду згасла. Не залишили нащадків і два молодші брати полковника — Овдій Іванович (Рославченко; р. н. невід. — п. 1678), почепівський сотник (1669, 1672, 1678), та Андрій Іванович (р. н. невід. — п. після 1677), почепівський сотенний писар (1654). Засновником молодшої гілки роду був третій брат Петра — Іван Іванович (р. н. невід. — п. після 1680) — мешканець почепівський і купець. Його дружина — Олена (р. н. невід. — п. до 1726) — була засновницею та першою ігуменею дівочої Шуморівської обителі. Молодший з їхніх синів — Лук'ян Іванович (р. н. невід. — п. до 1738), почепівський сотник (1696—1700, 1701–09), — мав єдину дочку Агафію (бл. 1690 — після 1725), яка стала дружиною бунчукового товариша Василя Яковича Завадовського (р. н. невід. — п. до 1751). Нащадки ж старшого із синів — Михайла Михайловича (р. н. невід. — п. після 1726), військового товариша (1704–09), — посідали уряди значкових товаришів, військових і бунчукових товаришів. Один з онуків — Василь Йосипович (бл. 1737 — р. с. невід.) — стародубський полковий осавул (1772) та обозний (1772–76), інший — Олександр Йосипович (бл. 1756 — після 1815) — надвірний радник (1804), новгород-сіверський губернський предводитель дворянства (1797), повітовий начальник Мглинського пересувного війська та в ньому полковий командир (1807–08, 1812–14). Правнук Михайла — Віктор Якович (бл. 1795—1848) — саратовський віце-губернатор і голова казенної палати (1829–30), саратовський (1830–31), єнісейський (1831), архангельський (1837), смоленський (1837), херсонський (1837–39, 1845–48) і таврійський (1843–45) губернатор, дійсний статський радник (1839).
Рід Р. внесений до 6-ї частини Родовідної книги Чернігівської губернії, а герб — до 10-ї частини «Общего гербовника дворянских родов Всероссийской империи».